# Okręg Mazowiecki ZHR
Okręg Mazowiecki ZHR – jednostka terenowa Związku Harcerstwa Rzeczypospolitej funkcjonująca na terenie województw: mazowieckiego i podlaskiego i Ełku (województwo warmińsko-mazurskie). 
W skład okręgu wchodzą Mazowiecka Chorągiew Harcerek, Mazowiecka Chorągiew Harcerzy, Północno-Wschodnie Namiestnictwo Harcerek i Północno-Wschodnia Chorągiew Harcerzy. Jest to największy liczebnie i terytorialnie okręg ZHR. Siedziba okręgu znajduje się w Warszawie, przy ul. Ursynowskiej 36/38.
Organem kierującym bieżącą pracą Okręgu jest Zarząd Okręgu. Okręg Mazowiecki ZHR posiada osobowość prawną.

## Obwody
Na terenie Okręgu Mazowieckiego ZHR funkcjonuje pięć obwodów:
- Obwód Ostrołęka (od 30 czerwca 2021 r.)
- Obwód Piaseczno
- Obwód Płock
- Obwód Praga-Południe
- Obwód Zachód (od 21 maja 2025 r.)

Historycznie, na terenie Okręgu Mazowieckiego ZHR funkcjonowały także następujące obwody:
- Obwód Pionki
- Obwód Północne Mazowsze (do 17 maja 2016 r.)
- Obwód Śródmieście (od 11 kwietnia 2000 r.)
- Obwód Ursynów (od 24 listopada 2004 r. do 30 czerwca 2021 r.)
- Obwód Ziemia Radomska[6]

## Przewodniczący Zarządu Okręgu
- 1991–1993 (III kadencja) – Stanisław Szczypiński[7]
- 1993–1995 (IV kadencja) – Piotr Nowakowski[7]
- 1995–1997 (V kadencja) – Jacek Żochowski[7]
- 1997–1999 (VI kadencja) – Jacek Żochowski[7]
- 1999–2001 (VII kadencja) – hm. Leszek Białach[7]
- 2001–2004 (VIII kadencja) – hm. Leszek Białach[7]
- 2004–2006 (IX kadencja) – Małgorzata Żochowska[7]
- 2006–2008 (X kadencja) – hm. Małgorzata Żochowska[7]
- 2008–2010 (XI kadencja) – hm. Lech Najbauer[7]
- 2010–2012 (XII kadencja) – hm. Barbara Brzewska (2010), phm. Grzegorz Karczmarczyk HR (od 2010)[7]
- 2012–2014 (XIII kadencja) – hm. Grzegorz Karczmarczyk HR[7]
- 2014–2016 (XIV kadencja) – phm. Jan Badowski HR[8]
- 2016–2018 (XV kadencja) – phm. Maciej Kamiński HR[9]
- 2018–2020 (XVI kadencja) – Żaneta Reszka[10]
- 2020–2023 (XVII kadencja) – hm. Alicja Rygier-Brzezińska HR
- 2023–2025 (XVIII kadencja) – phm. Paweł Marczuk HR[11]
- 2025–obecnie (XIX kadencja) – phm. Maksymilian Psujek HR

## Historia Zjazdów Okręgu
- VII Zjazd – 25 września 1999 r.
- Nadzwyczajny Zjazd – 5 maja 2000 r.
- VIII Zjazd – 1 grudnia 2001 r.
- Nadzwyczajny Zjazd – 15 listopada 2003 r.
- IX Zjazd – 17 kwietnia 2004 r.
- X Zjazd – 2006 r.
- XI Zjazd – 15 marca 2008 r.
- XII Zjazd – 13 marca 2010 r.
- XIII Zjazd – 17 marca 2012 r.
- XIV Zjazd – 15 marca 2014 r.
- XV Zjazd – 12 marca 2016 r.
- XVI Zjazd – 10-11 marca 2018 r.
- XVII Zjazd – 7-8 marca 2020 r.
- XVIII Zjazd – 20 maja 2023 r.
- XIX Zjazd – 8 marca 2025 r.